# Головня Гаврило Матвійович
Головня Гаврило Матвійович (1706, Глухів — †2 січня, 1786, там само) — український співак, класик партесного мистецтва, релігійний діяч доби Гетьманщини. Учень і зять хорового диригента з Глухова Мусія Бугаєвського.

## Біографія
Головня Гаврило народився в Глухові. З 1738 р. — півчий Придворної співацької капели в Петербурзі. Володів чудовим голосом (бас). Знавець і поширювач партесного співу.
У серпні 1742 р. в Україні добирав співаків для капели (туди потрапив і Г. Сковорода).
Пізніше Гаврило Головня став священиком Свято-Анастасіївської церкви міста Глухова. Без перебільшення можна стверджувати, що Г. Головня зробив неоціненний внесок в українську культуру. Адже саме він у 1766 році створив нотний «Ірмологій» та «Посібник для початкуючих співаків», які розглянуті й затверджені на засіданні Св. Синоду. Цими працями Г. Головні було покладено початок нотного друку в Російській імперії. «Ірмологій» Г. Головні — це систематизований богослужбовий збірник ірмосів на вісім гласів київського розспіву. Видання містить також працю автора під назвою «Начало познания нот ірмологійного простаго пенія», яка написана в 1752 році.
Автор Ірмологія (про київський розспів), який містить «Начало познания нот ирмолойного простого пения» (1752).